# Rossano
Rossano je mesto v občini Corigliano-Rossano v pokrajini Cosenza v Kalabriji v južni Italiji. Mesto stoji na vzpetini okoli 3 kilometre od Tarantskega zaliva. Mesto je znano po kamnolomih marmorja in alabastra.
Mesto je sedež katoliškega nadškofa in ima znamenito stolnico in grad. V mestu sta bila rojena dva papeža, skupaj z Nilom mlajšim.

## Zgodovina
Mesto je bilo pod Rimskim cesarstvom znano kot Roscianum. V 2. stoletju našega štetja je cesar Hadrijan tu zgradil ali prezidal pristanišče, ki je lahko sprejelo do 300 ladij. V Antoninovih itinerarjih je bilo omenjeno kot ena izmed pomembnih trdnjav v Kalabriji. Goti pod Alarikom I. in v naslednjem stoletju Totilo ga niso mogli zavzeti.
Pod Bizantinskim cesarstvom je bil znan kot Rhusianum. Rossanesi so pokazali veliko navezanost na Bizantince, ki so nad mestom postavili stratega. Rossanski evangeliji (Codex purpureus Rossanensis), iluminirani rokopis iz 6. stoletja velike zgodovinske in umetniške vrednosti, so oprijemljiva relikvija tistega obdobja.
Saracenom Rossana ni uspelo osvojiti, medtem ko ga je leta 982 Oton II. začasno prevzel od Bizantincev. Njegov grški značaj se je ohranil še dolgo potem, ko so ga osvojili Normani, kot je razvidno iz njegovega dolgega izvajanja grškega namesto latinskega obreda. Mesto je dejansko ohranilo pomembne privilegije pod poznejšimi Štaufovci in Anžujci, vendar je pozneje po fevdalizaciji leta 1417 propadlo.
Ko je mesto prešlo pod Sforze in s tem na Sigismunda I. starejšega, ga je leta 1558 združil s krono Neaplja Filip II. Španski na podlagi dvomljive oporoke poljske kraljice Bone Sforze v korist Giovannija Lorenza Pappacode. Pod Izabelo Neapeljsko in Bono je bilo mesto središče literarne kulture; vendar je pod Španci nazadovalo.
Leta 1612 je krona prodala gospostvo Aldobrandinijem, leta 1637 pa je prešlo na Borghese, ki so ga obdržali do leta 1806. Mesto je bilo leta 1799 del Neapeljske republike, vendar se njegove razmere po združitvi Italije niso izboljšale in velik del prebivalstva se je izselil.
Rossano je bil rojstni kraj papeža Janeza VII. in protipapeža Janeza XVI. Rossano je bil tudi rojstni kraj Bartolomeja Mlajšega in Nila Mlajšega, ki sta ustanovila opatijo Grottaferrata in čigar Življenje je dragocen vir informacij o južni Italiji v 10. stoletju.
Rossano velja za »eno najbolj bizantinskih mest v Evropi«.

## Glavne znamenitosti
- Stolnica v Rossanu (italijansko Duomo di Rossano, Cattedrale di Maria Santissima Achiropita),[9] zgrajena v 11. stoletju, z velikimi posegi v 18.–19. stoletju, je glavna zgodovinska stavba Rossana. Ima glavno in dve stranski ladji in tri apside. Zvonik in krstilnik sta iz 14. stoletja, ostalo okrasje pa iz 17. in 18. stoletja. Cerkev je znana po starodavni podobi Madone acheropita ('Madona, ki ni bila narejena z rokami'), ki je zdaj v Škofijskem muzeju in verjetno iz leta 580 do prve polovice 8. stoletja. Leta 1879 so v zakristiji odkrili znameniti Codex Rossanensis.[10] To je grški pergamentni rokopis Mateja in Marka, napisan v srebru na vijoličasto obarvanem pergamentu, in je eden najstarejših znanih slikovnih evangelijev.[11] Učenjaki datirajo kodeks od konca 5. do 8. ali 9. stoletja; verjetno je aleksandrijskega izvora.[12][13]

- Chiesa della Panaghia, primer bizantinske arhitekture, s sledovi fresk, ki prikazujejo Janeza Zlatoustega.[14]
- Cerkev sv. Nila[15]
- Oratorij svetega Marka (10. stoletje, prvotno posvečen sv. Anastaziji) je najstarejši spomenik mesta in ena najbolje ohranjenih bizantinskih cerkva v Italiji.[16]
- Cerkev Santa Chiara (1546–1554) je zgradila Bona Sforza.[17]
- Cerkev sv. Frančiška Asiškega ima opazen renesančni portal in križni hodnik.[18]
- Poznogotska cerkev San Bernardino (1428–62) je bila prva rimskokatoliška cerkev v Rossanu. V njej je grob Oliveria di Somma (1536) in leseno razpelo iz 17. stoletja.

Rossano je tudi dom mednarodno priznanega vsakoletnega Marco Fiume Blues Passion, brezplačnega tridnevnega blues/jazz festivala na prostem, poimenovanega po domačem sinu, ki je pred zgodnjo smrtjo postajal velikan v ameriškem blues/jazz kitarskem svetu. Festival poteka julija in je povezan s festivalom Cognac Blues v Franciji.
Zunaj mesta so:
- Torre Stellata (Zvezdni stolp) je utrdba iz 16. stoletja, zgrajena nad starodavno trdnjavo.[19]
- Abbazia del Patire (11.–12. stoletje), samostan v gozdu zunaj mesta, z nekaterimi mozaiki v arabskem slogu, normansko apsido in starodavnimi portali.[20]

Rossano ima tudi edinstveno posebnost: gore in morje le malo narazen: od plaže San. Angelo se lahko odpravite na treking po občinskih gorah, s prostim dostopom, Albanian cugnale, Pathiriona do S. Onofria.
Rossano uspeva z občinskimi kostanjevimi nasadi: kdor koli gre lahko nabirat kostanj. Poleg tega obstajajo hektari gozdov pinjol s prostim dostopom in nabiranjem.
V Rossanu so ločeni oddelki nacionalnih univerz: UniCusano, UniPegaso in UniCampus itd.; z možnostjo izbire različnih diplomskih predmetov: pravo, psihologija itd.